# Нік Діас
Ні́колас Ро́берт Ді́ас (англ. Nicholas Robert Diaz; 2 серпня 1983, Стоктон, Каліфорнія, США) — американський спортсмен мексиканського походження, спеціаліст зі змішаних бойових мистецтв (англ. MMA). Чемпіон США зі змішаних бойових мистецтв у напівсередній ваговій категорії за версією IFC (2002 — 2003 роки). Чемпіон світу зі змішаних бойових мистецтв у напівсередній ваговій категорії за версією WEC (2003 рік) та Strikeforce (2010 — 2011 роки).
Найвища позиція у рейтингу найкращих бійців світу у вазі до 77 кг: 2 (2012 рік).

## Біографія
Нік Діас народився 2 серпня 1983 року в місті Стоктон, штат Каліфорнія, там же й провів значну частину життя. Навчався у вищій школі містечка Лодай поблизу Стоктона. З ранніх років займався спортом: з 4 років вивчав айкідо, зі вступом у школу захопився плаванням, а в юнацькі роки — дзюдзюцу, боротьбою, боксом, після чого залишив навчання в школі і цілком присвятив себе бойовим мистецтвам. Брав участь у змаганнях з дзюдзюцу та греплінгу на любительському рівні. У професійному спорті дебютував відразу по досягненні повноліття, в 18 років, зробивши вибір на користь змішаних єдиноборств, де міг показати все розмаїття накопиченого арсеналу. За перший рік змагань зміг вибороти титул чемпіона США зі змішаних бойових мистецтв, який згодом успішно захистив, а в 2003 році став чемпіоном світу за версією WEC (став першим чемпіоном організації у вазі до 77 кг).
Протягом 2003 — 2006 років виступав у чемпіонаті UFC, де здобув 6 перемог (4 нокаутом, 2 підкоренням) і 4 поразки (всі рішенням суддів). Протягом цього часу був виключений з організації за бійку і провокації, а згодом запрошений назад. Пішов з UFC через особисті переконання.
У 2007 році здобув видовищну перемогу над чемпіоном Pride Таканорі Ґомі, якого переміг рідкісним задушливим прийомом — ґоґоплатою (удушення ногами). Виданням «Inside Fights» був нагороджений премію «Бій року». Результат змагання згодом було скасовано через провалений Діасом тест на наркотики (марихуана). Спроба довести право на вживання марихуани як лікарського засобу (Діас мав відповідну ліцензію, видану штатом Каліфорнія, як хворий на синдром дефіциту уваги) не виявилася успішною. Після цього виступав в боях змішаного стилю під егідою організації EliteXC.
Протягом 2008 — 2011 років здобув 11 перемог поспіль (6 нокаутом, 3 підкоренням, 2 рішенням суддів) над опонентами високого рівня, а також виборов і успішно захищав титул чемпіона світу за версією Strikeforce, і був включений у десятку найкращих бійців світу у вазі до 77 кілограмів за версією видання «Sherdog». Наприкінці 2011 року залишив вакантним титул Strikeforce, і повернувся в UFC. У першому ж бою мав оспорити титул діючого чемпіона Жоржа Сен-П'єра, але через саботування піар-кампанії до турніру був позбавлений права змагатись за титул. Натомість вийшов на бій з колишнім чемпіоном світу у двох вагових категоріях Бі Джей Пенном, якого переміг рішенням суддів і був нагороджений премію «Бій вечора».
В лютому 2012 року Діас вийшов на бій за тимчасовий титул чемпіона світу за версією UFC, що його було призначено через травму Сен-П'єра. Суперником Діаса виступив колишній чемпіон світу за версією WEC Карлос Кондит. За одностайним рішенням суддів Кондит отримав перемогу у двобої, перервавши чотирирічну переможну серію Ніка Діаса. Після бою Нік вдруге втрапив у скандал: допінг-тест виявив метаболіти марихуани у крові Діаса.
Після відбуття річної дискваліфікації Діасу була надана суперечлива можливість оспорити титул діючого чемпіона: Жоржа Сен-П'єра (формального права Діас не мав через програний останній бій, провалений допінг-тест, а також чергу інших претендентів на титул). Скористатись наданою можливістю Діас не зміг: він програв чемпіону у вичерпній манері всі раунди змагання, після чого у черговий раз заявив про завершення кар'єри.
Крім єдиноборств (бокс, дзюдзюцу, айкідо тощо) Нік Діас займається плаванням, бігом та велоспортом, а також бере регулярну участь у змаганнях з тріатлону.

## Статистика в змішаних бойових мистецтвах
| Результат   | Противник          | Вага     | Спосіб                               | Раунд | Час  | Дата              | Місце                          | Подія                                      | Примітки |
| ----------- | ------------------ | -------- | ------------------------------------ | ----- | ---- | ----------------- | ------------------------------ | ------------------------------------------ | --- |
| Поразка     | Жорж Сен-П'єр      | 70-77 кг | Рішення суддів (одностайне)          | 5     | 5:00 | 16 березня 2013   | Монреаль, Квебек, Канада       | «UFC 158»                                  | Бій за титул чемпіона в напівсередній ваговій категорії.                                                                                       |
| Поразка     | Карлос Кондит      | 70-77 кг | Рішення суддів (одностайне)          | 5     | 5:00 | 4 лютого 2012     | Лас-Вегас, Невада, США         | «UFC 143»                                  | Бій за титул тимчасового чемпіона у напівсередній ваговій категорії.                                                                           |
| Перемога    | Бі Джей Пенн       | 70-77 кг | Рішення суддів (одностайне)          | 3     | 5:00 | 29 жовтня 2011    | Лас-Вегас, Невада, США         | «UFC 137»                                  | Виграв премію «Бій вечора». |
| Перемога    | Пол Дейлі          | 70-77 кг | Технічний нокаут (удари кулаками)    | 1     | 4:57 | 9 квітня 2011     | Сан-Дієго, Каліфорнія, США     | «Strikeforce: Diaz vs. Daley»              | Захистив титул чемпіона у напівсередній ваговій категорії.                                                                                     |
| Перемога    | Евангеліста Сантус | 70-77 кг | Підкорення (больовий прийом на руку) | 2     | 4:50 | 29 січня 2011     | Сан-Хосе, Каліфорнія, США      | «Strikeforce: Diaz vs. Cyborg»             | Захистив титул чемпіона у напівсередній ваговій категорії.                                                                                     |
| Перемога    | Карл Джеймс Нунс   | 70-77 кг | Рішення суддів (одностайне)          | 5     | 5:00 | 9 жовтня 2010     | Сан-Хосе, Каліфорнія, США      | «Strikeforce: Diaz vs. Noons II»           | Захистив титул чемпіона у напівсередній ваговій категорії.                                                                                     |
| Перемога    | Хаято Сакурай      | 70-77 кг | Підкорення (больовий прийом на руку) | 1     | 3:54 | 29 травня 2010    | Сайтама, Сайтама, Японія       | «Dream 14»                                 | |
| Перемога    | Маріус Жаромскіс   | 70-77 кг | Нокаут (удари кулаками)              | 1     | 4:38 | 30 січня 2010     | Санрайз, Флорида, США          | «Strikeforce: Miami»                       | Виграв вакантний титул чемпіона у напівсередній ваговій категорії.                                                                             |
| Перемога    | Скотт Сміт         | до 82 кг | Підкорення (удушення руками)         | 3     | 1:41 | 6 червня 2009     | Сент-Луїс, Міссурі, США        | «Strikeforce: Lawler vs. Shields»          | |
| Перемога    | Френк Шемрок       | до 82 кг | Технічний нокаут (удари кулаками)    | 2     | 3:57 | 11 квітня 2009    | Сан-Хосе, Каліфорнія, США      | «Strikeforce: Shamrock vs. Diaz»           | |
| Перемога    | Томас Денні        | 70-77 кг | Нокаут (удари кулаками)              | 2     | 0:30 | 26 липня 2008     | Стоктон, Каліфорнія, США       | «EliteXC: Unfinished Business»             | |
| Перемога    | Масин Корбрі       | 70-77 кг | Технічний нокаут (удари кулаками)    | 3     | 3:59 | 14 червня 2008    | Гонолулу, Гаваї, США           | «EliteXC: Return of the King»              | |
| Перемога    | Кацуя Іноуе        | 70-77 кг | Технічний нокаут (рішення кутового)  | 1     | 6:45 | 11 травня 2008    | Сайтама, Сайтама, Японія       | «Dream 3»                                  | |
| Поразка     | Карл Джеймс Нунс   | 66-70 кг | Технічний нокаут (розсічення)        | 1     | 5:00 | 10 листопада 2007 | Корпус-Крісті, Техас, США      | «EliteXC: Renegade»                        | Бій за вакантний титул чемпіона в легкій ваговій категорії.                                                                                    |
| Перемога    | Майк Айна          | до 72 кг | Рішення суддів (роздільне)           | 3     | 5:00 | 15 вересня 2007   | Гонолулу, Гаваї, США           | «EliteXC: Uprising»                        | |
| Не відбувся | Таканорі Ґомі      | до 72 кг | Рішення атлетичної комісії           | 2     | 1:46 | 24 лютого 2007    | Лас-Вегас, Невада, США         | «Pride 33»                                 | Первинний результат бою (підкорення удушенням) було скасовано за рішенням атлетичної комісії штату Невада. Бій визнаний таким, що не відбувся. |
| Перемога    | Ґлейсун Тібау      | 70-77 кг | Технічний нокаут (удари кулаками)    | 2     | 2:27 | 18 листопада 2006 | Сакраменто, Каліфорнія, США    | «UFC 65»                                   | |
| Перемога    | Джош Нір           | 70-77 кг | Підкорення (больовий прийом на руку) | 3     | 1:42 | 26 серпня 2006    | Лас-Вегас, Невада, США         | «UFC 62»                                   | |
| Перемога    | Рей Штайнбайс      | 70-77 кг | Рішення суддів (одностайне)          | 3     | 3:00 | 13 травня 2006    | Стоктон, Каліфорнія, США       | «ICFO 1»                                   | |
| Поразка     | Шон Шерк           | 70-77 кг | Рішення суддів (одностайне)          | 3     | 5:00 | 15 квітня 2006    | Анахайм, Каліфорнія, США       | «UFC 59»                                   | |
| Поразка     | Джо Ріґґс          | 70-77 кг | Рішення суддів (одностайне)          | 3     | 5:00 | 4 лютого 2006     | Лас-Вегас, Невада, США         | «UFC 57»                                   | |
| Поразка     | Дієґо Санчес       | 70-77 кг | Рішення суддів (одностайне)          | 3     | 5:00 | 5 листопада 2005  | Лас-Вегас, Невада, США         | «The Ultimate Fighter 2 Finale»            | |
| Перемога    | Кодзі Оісі         | 70-77 кг | Технічний нокаут (удари кулаками)    | 1     | 1:24 | 4 червня 2005     | Атлантик-Сіті, Нью-Джерсі, США | «UFC 53»                                   | |
| Перемога    | Дрю Фікетт         | 70-77 кг | Технічний нокаут (удари кулаками)    | 1     | 4:54 | 5 лютого 2005     | Лас-Вегас, Невада, США         | «UFC 51»                                   | |
| Поразка     | Каро Парісян       | 70-77 кг | Рішення суддів (роздільне)           | 3     | 5:00 | 21 серпня 2004    | Лас-Вегас, Невада, США         | «UFC 49»                                   | |
| Перемога    | Роббі Лоулер       | 70-77 кг | Нокаут (удар кулаком)                | 2     | 1:31 | 2 квітня 2004     | Лас-Вегас, Невада, США         | «UFC 47»                                   | |
| Перемога    | Джеремі Джексон    | 70-77 кг | Підкорення (больовий прийом на руку) | 3     | 2:04 | 26 вересня 2003   | Лас-Вегас, Невада, США         | «UFC 44»                                   | |
| Перемога    | Джеремі Джексон    | 70-77 кг | Технічний нокаут (удари кулаками)    | 1     | 4:17 | 19 липня 2003     | Лейкпорт, Каліфорнія, США      | «IFC Warriors Challenge 18»                | |
| Перемога    | Джо Хьорлі         | 70-77 кг | Підкорення (больовий прийом на руку) | 1     | 1:55 | 27 березня 2003   | Лемур, Каліфорнія, США         | «WEC 6»                                    | Виграв вакантний титул чемпіона у напівсередній ваговій категорії.                                                                             |
| Поразка     | Кунійосі Хіронака  | 70-77 кг | Рішення суддів (роздільне)           | 3     | 5:00 | 14 грудня 2002    | Тіба, Тіба, Японія             | «Shooto 2002 Year-End Show»                | |
| Перемога    | Харріс Сарміенто   | 70-77 кг | Технічний нокаут (рішення кутового)  | 2     | 1:47 | 24 жовтня 2002    | Гонолулу, Гаваї, США           | «Warriors Quest 8»                         | |
| Поразка     | Джеремі Джексон    | 70-77 кг | Технічний нокаут (удари кулаками)    | 1     | 0:49 | 28 вересня 2002   | Портвілл, Каліфорнія, США      | «UA 4: King of the Mountain» (фінал)       | |
| Перемога    | Адам Лінн          | 70-77 кг | Підкорення (больовий прийом на руку) | 1     | 5:18 | 28 вересня 2002   | Портвілл, Каліфорнія, США      | «UA 4: King of the Mountain» (півфінал)    | |
| Перемога    | Блен Тайлер        | 70-77 кг | Технічний нокаут (удари кулаками)    | 2     |      | 28 вересня 2002   | Портвілл, Каліфорнія, США      | «UA 4: King of the Mountain» (чвертьфінал) | |
| Перемога    | Кріс Лайтл         | 70-77 кг | Рішення суддів (роздільне)           | 3     | 5:00 | 12 липня 2002     | Портвілл, Каліфорнія, США      | «IFC Warriors Challenge 17»                | |
| Перемога    | Майк Вік           | 70-77 кг | Підкорення (удушення ногами)         | 1     | 3:43 | 31 серпня 2001    | Оровілл, Каліфорнія, США       | «IFC Warriors Challenge 15»                | |

## Статистика в боксі
| Результат | Противник     | Вага     | Спосіб                      | Раунд | Час  | Дата           | Місце                       |
| --------- | ------------- | -------- | --------------------------- | ----- | ---- | -------------- | --------------------------- |
| Перемога  | Альфонсо Роча | 72-76 кг | Рішення суддів (одностайне) | 4     | 3:00 | 29 квітня 2005 | Сакраменто, Каліфорнія, США |